# Big for Your Boots
"Big for Your Boots" é uma canção do rapper britânico Stormzy. Foi lançado como o primeiro single de seu álbum de estúdio de estreia, Gang Signs & Prayer, sendo lançado em 3 de fevereiro de 2017, através da gravadora #Merky Records. A música foi escrita pelo interprete com produção feita por Sir Spyro e Fraser T Smith.
A canção alcançou a sexta posição na UK Singles Chart, tornando-se o maior sucesso de um single do rapper até a data no momento do lançamento. Um videoclipe para a canção, dirigido por Daps, foi lançado no YouTube em 3 de fevereiro de 2017.

## Faixas e formatos
| Download digital |                      |         |  |
| N.º              | Título               | Duração |  |
| 1.               | "Big for Your Boots" | 3:58    |  |

## Desempenho nas tabelas musicais
| Tabela musical (2017)            | Melhor posição |
| -------------------------------- | -------------- |
| Escócia (Scottish Singles Chart) | 22             |
| Irlanda (IRMA)                   | 20             |
| Nova Zelândia (RMNZ)             | 9              |
| Reino Unido (OCC UK Indie)       | 1              |
| Reino Unido (OCC UK R&B)         | 1              |
| Reino Unido (UK Singles Chart)   | 6              |

| Tabela musical (2017)                 | Posição |
| ------------------------------------- | ------- |
| Reino Unido (Official Charts Company) | 44      |

## Certificações
| País              | Certificação | Vendas  |
| ----------------- | ------------ | ------- |
| Reino Unido (BPI) | Platina      | 600.000 |